# Ruggero Oddi
Ruggero Oddi (né le 20 juillet 1864 à Pérouse en Italie et mort le 22 mars 1913 à Tunis en Tunisie) était un anatomiste et physiologiste italien. Il est principalement connu pour sa découverte du rôle du sphincter d'Oddi.